# چاک گارلند
چارلز استدمن "چاک" گارلند (انگلیسی: Charles Stedman "Chuck" Garland؛ زاده ۲۹ اکتبر ۱۸۹۸ - درگذشته ۲۸ ژانویه ۱۹۷۱) یک تنیس‌باز اهل ایالات متحده آمریکا بود.